# You’re in the Movies
You’re in the Movies — игра для консоли Xbox 360, разработанная компанией Zoë Mode и выпущенная издательством Codemasters. Она была выпущена на Xbox 360 17 ноября 2008 года в Северной Америке и 28 ноября 2008 года в Европе. Игра представляет собой процесс съёмок кино по одному из 30 сценариев, в котором могут участвовать от одного до четырёх человек. Действия «актёров» включают в себя нанесение макияжа, бег на месте, езду на автомобиле и игру в волейбол. Снятые видео можно сохранить на консоли, а также послать друзьям по электронной почте. В комплекте с игрой поставляется камера Xbox Live Vision, которая и снимает игроков, однако есть и коробочные версии игры без камеры (на илл.).

## Оценки
| Сводный рейтинг    | Сводный рейтинг |
| Агрегатор          | Оценка          |
| ------------------ | --------------- |
| GameRankings       | 56,62 %         |
| Metacritic         | 56/100          |
| Иноязычные издания |                 |
| Издание            | Оценка          |
| Game Informer      | 73/100          |
| GameSpot           | 4.5/10          |
| IGN                | 4.2/10          |
| MS Xbox World      | 75/100          |